# Henry Green (scrittore)
Henry Green, pseudonimo di Henry Vincent Yorke (Forthampton, 29 ottobre 1905 – Londra, 13 dicembre 1973), è stato uno scrittore britannico.

## Biografia
Green nacque e crebbe presso Tewkesbury nel Gloucestershire, in una famiglia di imprenditori e proprietari terrieri, titolare di una grande fabbrica che produceva macchinari per l'imbottigliamento di birra. Henry frequentò l'Eton College, dove scrisse buona parte del suo primo romanzo, Blindness (1926). Al Magdalen College della Oxford University instaurò una amicizia fatta anche di rivalità letteraria con Evelyn Waugh, ma lasciò l'università senza ottenere la laurea. Tornato a Birmingham, prese a lavorare nella fabbrica di famiglia, prima tra gli operai e poi nella dirigenza. Fu durante questo periodo (1927-28) che lavorò alla stesura del suo primo romanzo importante, Living (1929), che documenta la vita della classe operaia inglese nel periodo tra le due guerre e si caratterizza per un linguaggio dialettale nello stile di Birmingham e soprattutto prevede l'omissione di quasi tutti gli articoli. Lo stesso Green dichiarò di aver voluto «rendere il libro il più inquieto e spartano possibile, per dare l'idea della vita proletaria che stavo conducendo. Quindi ho escogitato l'eliminazione degli articoli. Credo sia stato efficace, anche se non lo rifarei: adesso potrebbe sembrare forzato.» Nel 1929 sposò sua cugina Adelaide Biddulph, detta Dig, dalla quale avrebbe avuto il figlio Sebastian nel 1934.
Del 1939 è Party Going, il libro che lo fece conoscere al pubblico. Il romanzo racconta la storia di un gruppo di ricchi che viaggiano in treno per andare ad una festa; a causa della nebbia, il treno ritarda ed il gruppo è costretto a fermarsi a dormire in un albergo lungo la strada. Gran parte del romanzo prende luogo nell'albergo. Nel 1940 pubblicò quella che definì una «piuttosto accurata autobiografia», Pack My Bag. Durante gli anni della seconda guerra mondiale prestò servizio come volontario tra i pompieri, esperienza che influenzerà i suoi libri Caught (1943) e Back (1946).
Del 1945 è il suo libro probabilmente più importante, Loving (inserito sia da Time che dalla Modern Library tra i 100 migliori romanzi anglofoni di sempre). La storia vede un gruppo di domestici che intessono una serie di rapporti amorosi e di conflitti durante il periodo della guerra, approfittando dell'assenza dei Tennants, la famiglia per cui lavorano. Nell'intervista rilasciata da Green a Terry Southern per The Paris Review nel 1958, Henry parla della genesi del libro: «L'idea per Loving l'ho avuta da un domestico che faceva volontariato con me nei pompieri durante la guerra. Mi disse che un giorno aveva chiesto al maggiordomo quale fosse la cosa più bella nel mondo, per lui: quello gli rispose 'Restare steso nel letto, una domenica mattina, con la finestra aperta e le campane della chiesa che suonano, a mangiare pane imburrato con le dita sporche di fica.' In un istante ho immaginato tutto il libro.»
In Back (1946) si racconta la storia di Charley Summers, un giovane inglese che torna dalla guerra dopo tre anni di prigionia in Germania, dopo essere stato costretto all'amputazione di una gamba perché ferito in un combattimento in Francia. Durante la sua prigionia, la donna che amava, Rose Grant, è morta; essendo lei sposata, Charley non può manifestare pubblicamente il proprio lutto, e lo fa privatamente con il padre di Rose, il quale gli suggerisce di fare la conoscenza di una giovane vedova, Nancy Whitmore. Quando la conosce, Charley nota una somiglianza impressionante con Rose: scopre successivamente che è la figlia illegittima del signor Grant, e che questi lo aveva mandato da lei pensando che Charley potesse consolarla dalla morte di suo marito, un ufficiale della RAF caduto in guerra. Attraverso la complessa e problematica relazione tra Charley e Nancy, il romanzo sviluppa una interessante critica sociale sullo sfondo dell'Inghilterra devastata dalla guerra.
Concluding (1948) è ambientato tutto durante una giornata - un mercoledì - all'interno di una scuola femminile statale, ed esamina la vita degli studenti e dei lavoratori all'interno dell'istituto. Durante la giornata, avviene la sparizione di due delle studentesse. Nel 1952, con Doting, Green decise di porre fine alla sua carriera di scrittore a soli 47 anni, con soltanto nove romanzi ed un libro di memorie alle spalle. Dichiarò di voler passare gli ultimi anni della sua vita a studiare la storia dell'Impero ottomano, a bere e vivere da recluso: è diventato col tempo un personaggio piuttosto sfuggente e misterioso, una sorta di Pynchon o Salinger inglese. Tra le sue enigmatiche caratteristiche, la scelta di uno pseudonimo ("affinché i miei colleghi in fabbrica non sappiano che scrivo romanzi"), il rifiuto a farsi scattare fotografie se non di spalle, e l'ammissione di essere affetto da una sordità che aumentava o diminuiva a seconda dei momenti. 
In Pack My Bag, sintetizzò la sua opinione su ciò che la scrittura dovrebbe essere, dicendo che «La prosa non è fatta per essere letta ad alta voce, ma a se stessi da soli di notte, e non è veloce come la poesia ma piuttosto una rete di insinuazioni che vanno al di là di quanto i nomi, per quanto condivisi, possano mai andare. Dovrebbe creare una diretta intimità tra estranei che non hanno alcuna idea di ciò che entrambi possono aver conosciuto. Dovrebbe lentamente far leva sui sentimenti inespressi; dovrebbe, in definitiva, tirar fuori lacrime dalla pietra.» Nell'introduzione alla sua intervista a Green, Southern scrisse: «Un antico complimento scambiato tra scrittori, per un autore la cui tecnica è particolarmente elevata, è di chiamarlo lo 'scrittore degli scrittori'; bene, io chiamerei Henry Green 'lo scrittore degli scrittori degli scrittori'». Green è sempre stato più apprezzato dagli scrittori che non dal pubblico: nessun suo libro ha mai venduto più di diecimila copie, e soltanto 'Loving' è entrato, se pur brevemente, tra le classifiche di vendita americane. Dopo la sua morte, i suoi libri sono andati fuori stampa e praticamente dimenticati. Eppure, molti autori contemporanei lo hanno citato tra le loro più grandi ispirazioni. Grande ammirazione per Green fu dichiarata da scrittori come W. H. Auden, Christopher Isherwood, Eudora Welty, Anthony Burgess, Rebecca West. Quest'ultima scrisse: «È stato uno scrittore davvero originale, la sua prosa è freschissima, ha portato il suo bisturi senza sangue molto più in profondità dentro il cuore ed il cervello, di quanto chiunque avesse fatto prima di lui. Ed è praticamente sconosciuto.» John Updike, nell'introduzione all'edizione della Penguin di un volume contenente tre romanzi di Green, scrisse: «I suoi romanzi hanno avuto a livello stilistico un più grande impatto su di me, di qualunque altro scrittore morto o vivente.» David Lodge dice di Green: «uno scrittore eccezionalmente dotato e veramente originale."

## Ascendenza
|                                                               |                                     |                                                 | Genitori                                    |  |  | Nonni |  |  | Bisnonni     |  |  | Trisnonni    |  |
|                                                               |                                     |                                                 |                                             |  |  |       |  |  | Joseph Yorke |  |  | Joseph Yorke |  |
|                                                               |                                     |                                                 |                                             |  |  |       |  |  | Joseph Yorke |  |  | Joseph Yorke |  |
|                                                               |                                     | Catherine Cocks                                 |                                             |  |  |       |  |  | Joseph Yorke |  |  |              |  |
| John Yorke                                                    |                                     |                                                 |                                             |  |  |       |  |  | Joseph Yorke |  |  |              |  |
|                                                               |                                     | Frances Antonia Pole-Carew                      | Reginald Pole-Carew                         |  |  |       |  |  |              |  |  |              |  |
|                                                               |                                     | Frances Antonia Pole-Carew                      | Reginald Pole-Carew                         |  |  |       |  |  |              |  |  |              |  |
|                                                               |                                     | Frances Antonia Pole-Carew                      | Caroline Anne Lyttelton                     |  |  |       |  |  |              |  |  |              |  |
| Vincent Yorke                                                 |                                     | Frances Antonia Pole-Carew                      |                                             |  |  |       |  |  |              |  |  |              |  |
|                                                               |                                     | Vincent Gildemeester van Tuyll van Serooskerken | Karel Lodewijk van Tuyll van Serooskerken   |  |  |       |  |  |              |  |  |              |  |
|                                                               |                                     | Vincent Gildemeester van Tuyll van Serooskerken | Karel Lodewijk van Tuyll van Serooskerken   |  |  |       |  |  |              |  |  |              |  |
|                                                               |                                     | Vincent Gildemeester van Tuyll van Serooskerken | Maria Louise Gildemeester                   |  |  |       |  |  |              |  |  |              |  |
| Sophia Matilde Henriëtte Bilitonia van Tuyll van Serooskerken |                                     | Vincent Gildemeester van Tuyll van Serooskerken |                                             |  |  |       |  |  |              |  |  |              |  |
|                                                               |                                     | Charlotte Henrietta Mansfield                   | John Edward Mansfield                       |  |  |       |  |  |              |  |  |              |  |
|                                                               |                                     | Charlotte Henrietta Mansfield                   | John Edward Mansfield                       |  |  |       |  |  |              |  |  |              |  |
|                                                               |                                     | Charlotte Henrietta Mansfield                   | Mary Buchanan Smith                         |  |  |       |  |  |              |  |  |              |  |
| Henry Vincent Yorke                                           |                                     | Charlotte Henrietta Mansfield                   |                                             |  |  |       |  |  |              |  |  |              |  |
|                                                               | George Wyndham, I barone Leconfield | George Wyndham, III conte di Egremont           |                                             |  |  |       |  |  |              |  |  |              |  |
|                                                               | George Wyndham, I barone Leconfield | George Wyndham, III conte di Egremont           |                                             |  |  |       |  |  |              |  |  |              |  |
|                                                               | George Wyndham, I barone Leconfield | Elizabeth Ilive                                 |                                             |  |  |       |  |  |              |  |  |              |  |
| Henry Wyndham, II barone Leconfield                           | George Wyndham, I barone Leconfield |                                                 |                                             |  |  |       |  |  |              |  |  |              |  |
|                                                               |                                     | Mary Fanny Blunt                                | William Blunt                               |  |  |       |  |  |              |  |  |              |  |
|                                                               |                                     | Mary Fanny Blunt                                | William Blunt                               |  |  |       |  |  |              |  |  |              |  |
|                                                               |                                     | Mary Fanny Blunt                                | Mary Martha Glanville                       |  |  |       |  |  |              |  |  |              |  |
| Maud Evelyn Wyndham                                           |                                     | Mary Fanny Blunt                                |                                             |  |  |       |  |  |              |  |  |              |  |
|                                                               |                                     | Archibald Primrose, lord Dalmeny                | Archibald Primrose, IV conte di Rosebery    |  |  |       |  |  |              |  |  |              |  |
|                                                               |                                     | Archibald Primrose, lord Dalmeny                | Archibald Primrose, IV conte di Rosebery    |  |  |       |  |  |              |  |  |              |  |
|                                                               |                                     | Archibald Primrose, lord Dalmeny                | Harriet Bouverie                            |  |  |       |  |  |              |  |  |              |  |
| Constance Primrose                                            |                                     | Archibald Primrose, lord Dalmeny                |                                             |  |  |       |  |  |              |  |  |              |  |
|                                                               |                                     | Wilhelmina Powlett                              | Philip Henry Stanhope, IV conte di Stanhope |  |  |       |  |  |              |  |  |              |  |
|                                                               |                                     | Wilhelmina Powlett                              | Philip Henry Stanhope, IV conte di Stanhope |  |  |       |  |  |              |  |  |              |  |
|                                                               |                                     | Wilhelmina Powlett                              | Catherine Lucy Smith                        |  |  |       |  |  |              |  |  |              |  |
|                                                               |                                     | Wilhelmina Powlett                              |                                             |  |  |       |  |  |              |  |  |              |  |

## Opere
- Blindness (1926)
- Vivere, Living (1929)
- Partenza di gruppo, Party Going (1939)
- Pack My Bag (1940)
- Caught (1943)
- E vissero felici, Loving (1945)
- L'amante timido, Back (1946)
- Concluding (1948)
- Nothing (1950)
- Passioni, Doting (1952)
- Surviving: The Uncollected Writings of Henry Green (1992)